# Compagnie du chemin de fer du Congo Supérieur aux Grands Lacs africains
De Compagnie du chemin de fer du Congo Supérieur aux Grands Lacs africains (afgekort tot CFL) was een spoorwegmaatschappij naar Belgisch recht die in 1902 gesticht werd om een spoorwegnetwerk aan te leggen in Belgisch Kongo, de huidige Democratische Republiek Congo. In 1960, bij de Congolese onafhankelijkheid, werd de maatschappij omgevormd tot de Société congolaise des chemins de fer des Grands Lacs.

## Geschiedenis
De Compagnie du chemin de fer du Congo Supérieur aux Grands Lacs africains (CFL) werd opgericht op 4 januari 1902 in Brussel door Édouard baron Empain, met als doelstelling spoor- en rivierverbindingen aan te leggen in de Democratische Republiek Congo, destijds voor 1908 de Kongo Vrijstaat en later van 1908 tot 1960 Belgisch Kongo.
Op 4 januari 1902 kreeg CFL van de Kongo Vrijstaat de concessie over 4 lijnen
1. van Stanleystad naar Mahagi (750 km);
2. van Stanleystad naar Ponthierstad (120 km);
3. van Congo naar Nyangoué;
4. van Nsensoué naar Bouli.

Het netwerk werd oorspronkelijk in meterspoor aangelegd en in 1955 omgevormd tot 1067 mm-spoor (of kaapspoor). De lijn Kabalo-Kabongo verzekerde de verbinding met het netwerk van de Compagnie du chemin de fer du bas-Congo au Katanga (BCK).
In 1960, bij de onafhankelijkheid van de Democratische Republiek Congo, werd CFL omgevormd tot de Société congolaise des chemins de fer des Grands Lacs. Vervolgens, in 1967, werd de naam gewijzigd naar Office congolais des chemins de fer des Grands Lacs

## Materieel

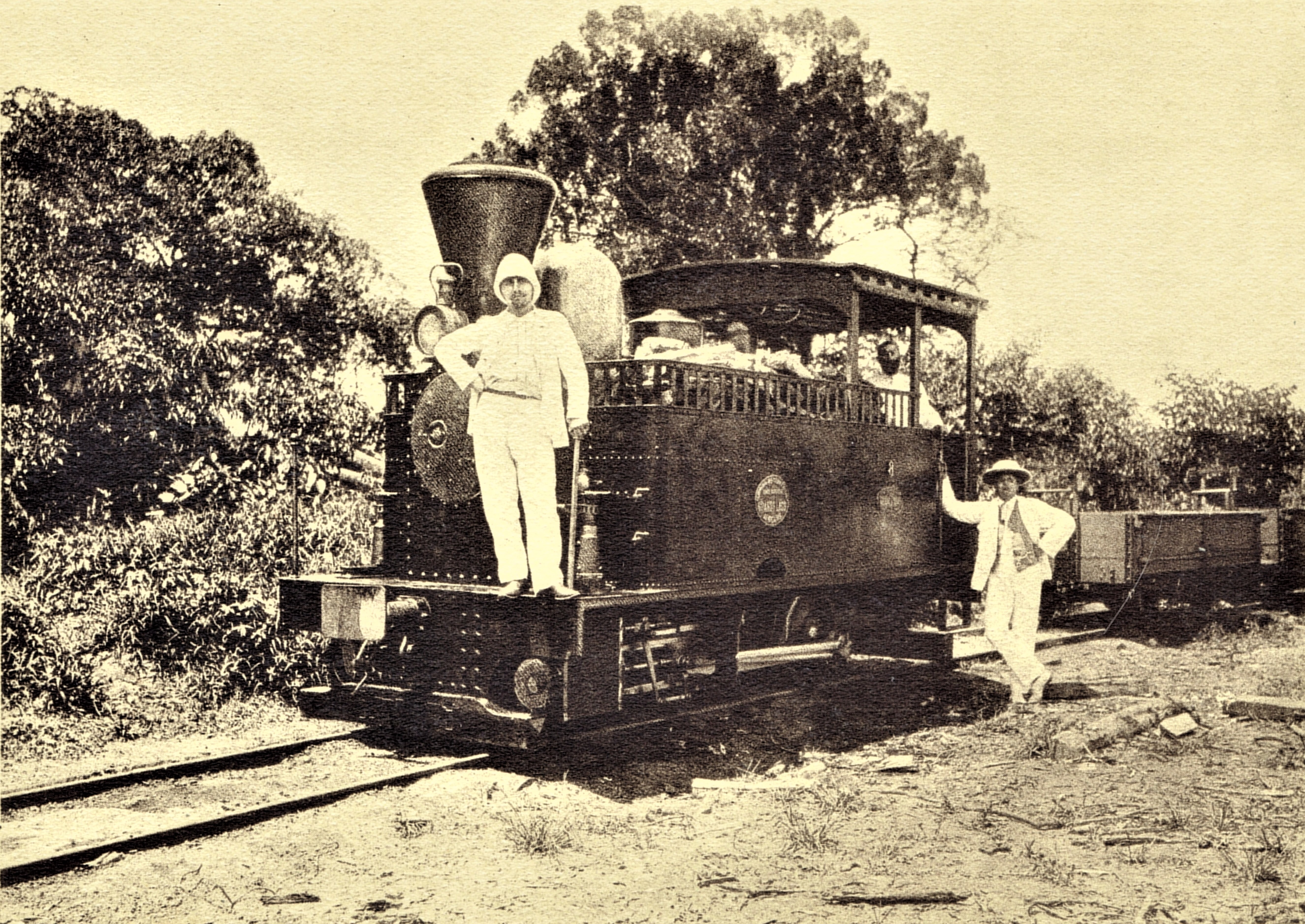
Chemins de fer du Congo supérieur

CFL gebruikte locomotieven van het type "20 ton", gebouwd door de Usines métallurgiques du Hainaut SA in Couillet, met een leeggewicht van 11 ton.

## De verbindingen
Spoorlijnen:
- Stanleystad - Ponthierstad, (125 km), geopend op 1 september 1906
- Kindu - Kabalo, (441 km), geopend op 1 januari 1911

Kindu - Kibombo, (117 km), geopend op 1 januari 1909
Kibombo - Kongolo, (238 km), geopend op 30 december 1910
Kongolo - Kabalo, (86km), geopend op 3 december 1939
- Kabalo - Albertstad (Tanganyikameer), (272,9 km), geopend in februari 1915[5]

Kabalo - Malulu, (116 km), geopend in september 1913
Malulu – kilomètre  210, (94 km),  geopend in juni  1914
kilomètre 210 – AIbertville, (62,9 km),  geopend in februari  1915
- Kabalo - Kabongo, (245 km), geopend op 9 augustus 1956 (In Kabongo moest overgeladen worden van meterspoor op kaapspoor van BCK)

Rivierverbindingen over de Lualaba:
- Ponthierville - Kindu, (320 km), geopend in januari 1906, (middelste bisse van de rivier)
- Kongolo - Bukama, (640 km), geopend in 1911, (bovenste bisse van de rivier)

## Verwante artikels
- Société nationale des chemins de fer du Congo